# Velika Kartuzija
Velika Kartuzija
, Grande Chartreuse (francuski:  [ɡʁɑ̃d ʃaʁtʁøz]) je samostan i glavno sjedište kartuzijanskog monaškog reda. Smješten je u planinama Chartreuse, sjeverno od grada Grenoble, u općini Saint-Pierre-de-Chartreuse (departman Isère), Francuska.

## Povijest
Prema tradicionalnoj predaji, sv. Bruno i šest njegovih drugova (dvoje laika André i Guérin, te četvorica klerika: kanonici Etienne de Bourg i Etienne de Die, Hugues i Laudouin, rodom iz Toskane, koji će kasnije naslijediti sv. Bruna u vođenju matičnog reda, naklonošću biskupa sv. Huguesa iz Grenoblea, nastanili su se 24. lipnja 1084. u dolini Chartreuse, mjestu koje će, zbog svoje izoliranosti, biti nazvano pustinja Chartreuse. Kratka dolina, na sjeveru blokirana planinskim prijevojem Col de la Ruchere, a na jugu kanjonom rijeke Guiera Mort, kojim dominira 2.026 mnv vrh Grand Som.  U toj dolini je sv. Bruno sa svojih šest drugova sagradio prvi kartuzijanski samostan u kojem su vodili pustinjački život ublažen s malo cenobitizma.
Ovo objašnjava zašto je 24. lipanj, blagdan rođenja Ivana Krstitelja, datum na koji je Kartuzija stavljena pod patronat ovog sveca.
9. prosinca 1086.  biskup Hugues je ispred biskupijske sinode Grenoblea, u donacijskoj povelji svečano ratificirao donacije koje su, dvije godine ranije, uputili vlasnici posjeda u dolini Chartreuse, ukupne površine od 1.700 ha2. Ovaj prirodni prostor, uvećavan i zaokružen kasnijim donacijama, postupno je pokrio regiju Chartreuse.
Prvi kartuzijanci, u želji da zaštite svoju izolaciju, odbijaju ženama pravo prolaska kroz dolinu, te izopćuju zakupce u susjedstvu, što stvara napetosti, nasilne svađe i sudske procese.

## Opis prvobitnog samostana
Prvobitni samostan je bio podijeljen u dva dijela koja su činile dvije kuće međusobno udaljene četiri kilometra; u Donjoj kući ili u Correrieu je obitavala zajednica braće, a tu su se nalazile i radionice, dok je Gornji dom imao zajednicu priora i zajednicu očeva, kao i jednog ili dva brata.
Od toga samostana, koji je bio sagrađen na udaljenosti od oko dva kilometra od sadašnjeg samostana, nije ostalo ništa. Pretpostavlja se da su te kuće bile izgrađene od drveta, s izuzetkom samostanske crkve koja je podignuta kao trajni objekt. Najstariji i jedini poznati opis dao je Guibert de Nogent oko 1114. Na osnovu njegovog opisa, osim načela grupiranja ćelija, različitog od klaustra, koji okuplja objekte namijenjene za zajednički život, kao što su crkva, kapitulska dvorana, trpezarija te prilazi kuhinji i zgradi, koja je nedjeljom vjerojatno primala polovicu obraćenika, nije poznato ništa o početnom rasporedu objekata, što je vjerojatno vrlo različito od sadašnjeg zdanja. S obzirom na konfiguraciju zemljišta Guibert, međutim, precizira da su bili izgrađeni cjevovodi koji su dovodili tekuću vodu unutar pojedinih objekata.
U Gornjem domu smještenom u zatvorenoj i uskoj, potpuno šumovitoj dolini, nije bilo moguće obrađivanje zemlje ili ispaša stoke. Tamo bi svakog tjedna u subotu, braća iz Donjeg doma odlazila kako bi sudjelovala u nedjeljnoj liturgiji i zajedničkom životu, ponovno oživljavajući tradiciju pustinjaka iz laure u Palestini, između Jeruzalema i Mrtvog mora, a sve prema pravilima izvornog kršćanskog monaštva koje je ustanovio otac ove monaške tradicije Sveti Saba.
Položaj Gornjeg doma je kasnije naznačen izgradnjom dvije kapele na međusobnoj udaljenosti od 110 metara: nizvodno Notre-Dame de Casalibus (doslovno: Notre-Dame des cabane, Gospa od Koliba, što je bila aluzija na male kolibe koje su služile kao ćelije monasima)  i uzvodno kapela sv. Bruna. Kapela Notre-Dame de Casalibus je bila od posebnog značaja pa je i u 17. stoljeću kartuzijanska zajednica iz Velike Kartuzije tamo odlazila pjevati misu tri puta godišnje.
- Kapela sv. Brune, Alexandre Debelle (1805-1897).
- Kapela sv. Brune 2006.
- Notre Dame de Casalibus 
(Gospa od Koliba) 2015.

## Samostan za vrijeme Francuske revolucije
Kroz svoju povijest kartuzijanci su prolazili kroz teška vremena koja su bila praćena oduzimanjem prava na korištenje samostana, što je rezultiralo istjerivanjem iz istoga, a progonstvo je nekad trajalo i po nekoliko decenija. Posljedično je i sam samostan prolazio kroz mnoge izazove, teška vremena, mnogostruke promjene vlasnika, rekonstrukcije i obnove. Objekt koji stoji danas, podignut je 1688. godine.
Za cjelokupnu katoličku crkvu Francuske, stoga i za kartuzijance, ali i za sami samostan, posebno je bila teška 1789. godina, jer je odmah nakon Francuske revolucije,  u studenom te godine, bila konfiscirana sva crkvena imovina diljem Francuske. Naime, dekretom od 2. studenoga 1789., Ustavotvorna skupština stavlja državi na raspolaganje svo vlasništvo Crkve, uključujući i vlasništvo zajednica s ciljem financiranja reformi i nove vlasti, pa su tako i kartuzijanski redovnici bili protjerani iz samostana. Potonji Napoleonov konkordat iz 1801. je bio kompromis koji je obnovio neke od tradicionalnih uloga Katoličke crkve, ali ne i njezinu moć, njene posjede ili samostane.
Nakon abdikacije Napoleona  u travnju 1814. i njegovog Izgona na otok Elba kraj obale Toskane, na vlast je vraćena dinastija Bourbon koja je ostala na vlasti do Srpanjske revolucije 1830.

## Samostan nakon Francuske revolucije
Povratkom Burbonske dinastije i ustoličenjem Karla X. na kraljevski tron 1824. godine, čija je vladavina bila prekinuta Srpanjskom revolucijom 1830. godine, kojom je uspostavljena Srpanjska monarhija proglašenjem kralja Luja Filipa kraljem Francuza, kroz dugi niz godina kartuzijancima nije donijelo nikakve pozitivne pomake, jer im je tek 1838. bio odobren povratak u samostan.
Napoleon III. je 1857. godine carskim dekretom predjelu oko samostana dao status prirodnog rezervata kako bi se sačuvao krajolik i zajamčio mir monaha.
Međutim, 29. ožujka 1880., u vrijeme Treće Republike, novi dekreti su najavili raspuštanje svih muških zajednica koje nisu imala državno ovlaštenje. Kartuzijanci su izbjegli prvi val protjerivanja neovlaštenih zajednica pozivajući se na dekret iz 1857. koji je ostao na snazi i koji im je omogućio da ostanu u svom samostanu. 

## Zakon o udrugama iz 1901.
To je trajalo sve do 1. srpnja 1901. kada je  Zakonom o udrugama i njegovim dijelom vezanim za izuzetne mjere koje su predviđene za zajednice,  unatoč uvjerenju kongregacije Chartreusea da je njihova zajednica implicitno odobrena tekstovima dekreta iz 1816. i 1857. ipak su trebali službeno zatražiti odobrenje za nastavak djelovanja. Odobrenje je odbijeno glasanjem Zastupničkog doma 26. ožujka 1903. godine. pa su redovnici protjerani uporabom vojne sile 29. travnja 1903. godine. Zajednica se sklonila u Italiju, u kartuzijanski samostan u Farneta (u selu Maggiano, Provincija Lucca) i nisu se mogli vratiti u matičnu kuću sve do 1940.
Naime, nakon uspostave Zakona o udrugama iz 1901. godine i njegovog tumačenja kojim su se zabranile vjerske kongregacije, Francuska vlada je masovno zatvorila mnoge ugledne vjerske institucije širom zemlje, uključujući samostan Veliku Kartuziju, da bi ga 14. studenog 1912. klasificirala kao povijesni nacionalni spomenik.
Međutim, 1903. Francuska vlada je odlučila nacionalizirati destileriju Chartreuse likera i protjerati redovnike. Uzevši sa sobom svoj omiljeni rukopis iza kojeg je stajala stoljetna praksa, napustili su Francusku. Dok su neki redovnici do 1929. godine utočište pronašli u Italiji, drugi su se nastanili u španjolskoj regiji Tarragona, i tu su pokrenuli proizvodnju likera te, s obzirom na ograničene resurse,  proizveli su ograničenu količinu alkoholnih pića pod imenom, Liqueur fabriquée à Tarragone par les Pères Chartreux („Liker proizveden u Tarragoni od kartuzijanskih očeva”). Francuska vlada, slijedeći slovo Zakona o udrugama, prodala je monaške udjele destilerije u Voironu privatnoj korporaciji koja je pokušala profitirati od redovničkog poslovnog uspjeha proizvevši vlastitu verziju Chartreusea. Nije iznenađujuće što ova nova korporacija nije mogla oponašati recept koji je bio razvijan stoljećima predanog rada i iskustva, a kada su bili blizu bankrota 1927. prodali su dionice tvrtke poduzetnoj skupini lokalnih voironskih poduzetnika. Novi vlasnici su bez iluzije o razlogu popularnosti Velike Kartruzije, milostivo pozvali redovnike iz Španjolske da nastave sa svojim bogoslužjem, na mjestu gdje su sveti Bruno i njegovih šest sljedbenika u početku uspostavili red.

## Samostan tijekom II. Svjetskog rata
Velika Kartuzija je ponovno otvorena 1940. godine pod režimom Pétaina. 
Sporazumom od 11. ožujka 1941. između Velike Kartuzije i Akademije likovne umjetnosti za vrijeme Višijskog Režima, definira uvjete koncesije zgrada i omogućava njihovu brzu obnovu. 
Na kraju Drugog svjetskog rata,  savezničke snage su koristile samostan kao bolnicu.

## Samostan nakon II. Svjetskog rata
Sve do danas zajednica nastavlja iznajmljivati zgrade francuskoj državi za nisku najamninu koji podrazumjevaju troškove redovnog održavanja. Od 1947. godine Velika Kartuzija je redovito bila domaćin generalnog kapitula svake dvije godine.
U dva desetljeća nakon Drugog svjetskog rata razvoj turizma i napredak cestovnih mreža su postali sve problematičniji. U Velikoj Kartuziji nadređeni su čak razmišljali o napuštanju postojeće lokacije i prebacivanju zajednice na izoliranije mjesto. Napokon, uz pomoć države postigli su da se mjesto klasificira kao mjesto povijesnog i prirodnog značaja, tako da je zabranjeno preletati turističkim avionima i zatvoreno za sav automobilski promet. U dijelu zgrada stare Correrie, dva kilometra niže od samostana, uspostavljen je muzej koji je turistima dočarao kartuzijanski život u odgovarajućim okvirima i učinio nešto poznatijim život monaha. Na kilometar i pol od samostana se zaustavlja promet automobila što omogućuje kartuzijancima da žive u samoći koja je u skladu s pravilima njihovog reda. Oni žele da ovo mjesto ostane "pustinja" unutar zone tišine koju, na svu sreću, sada službeno štite javne vlasti.